# Eharius hermonensis
Eharius hermonensis is een mijtensoort uit de familie van de Phytoseiidae. De wetenschappelijke naam van de soort werd voor het eerst geldig gepubliceerd in 1980 door Amitai & Swirski.